# Antón Saavedra
José Antonio Saavedra Rodríguez (Antón Saavedra) es un sindicalista y político español, minero de profesión, nacido el 30 de mayo de 1948 en Aller (Asturias).

## Orígenes
Nacido en Moreda (Asturias), proviene de una familia minera. Su abuelo, conocido como José Cantera, fue minero y dirigente socialista durante la Revolución de Asturias de 1934 y la Guerra civil española.
A los cinco años se trasladó a vivir a Langreo, cursando estudios en la Academia Mercantil de La Felguera, y bachillerato en el IES Jerónimo González de Sama. Según cuenta en sus memorias, con 20 años entra a trabajar en la mina, a disgusto de su padre, también minero, que no quería un trabajo tan duro y peligroso para él. A tal fin, había sido enviado a La Coruña a realizar estudios profesionales como ajustador. Sin embargo, tras sufrir tres despidos laborales, y entrar en la "lista negra" (una forma de denominar a los trabajadores que, por su acción sindical, pasaban a ser evitados por las empresas de la zona), no encontró más solución laboral que entrar en la mina.
Comenzó a estudiar la carrera de Gradoado Social en la Universidad de Oviedo, en turno nocturno, mientras seguía trabajando como mienero, y compatibilizándolo con su actividad política y sindical en el Partido Socialista Obrero Español y la Unión General de Trabajadores, aprovechando, de hecho, los viajes hasta Oviedo para repartir panfletos. Lograría terminar la carrera en 1979. Esta titulación le permitiría ocupar el cargo de Graduado Social. Posteriormente, se licenció en Relaciones Industriales en la Universidad de Alcalá de Henares.

## Actividad sindical
Minero de profesión y sindicalista de UGT, llegó a ser secretario general de la Federación Estatal de Mineros de dicha central sindical, e incluso vicepresidente de la Federación Internacional de Mineros. Su papel al frente de la sección de minería del sindicato estuvo marcado por los siguientes aspectos:
- La lucha por la aprobación del estatuto minero, para lo que tuvo que enfrentarse a las reticencias de un gobierno de su propio partido, el PSOE, que inicialmente se había mostrado favorable a dicha medida.[6][7] Finalmente, el estatuto minero, que ofrecía importantes mejoras laborales para los trabajadores del sector, fue aprobado por Real Decreto 3255/1983.
- El enfrentamiento con el entonces presidente Felipe González a causa de las políticas de desindustrialización, y la gestión económica de corte neoliberal. Saavedrá llegó a tildar a González de fascista.[8]
- El enfrentamiento con José Ángel Fernández Villa líder del Sindicato de los Obreros Mineros de Asturias, al que acusaba de corrupción, y de ser un infiltrado que quería desmantelar la minería.[2][5][9][10]

Sus marcados enfrentamientos con la política del gobierno de González hicieron que Saavedra abandonase el PSOE en 1988 y, un año más tarde, abandonase la UGT que consideraba "domesticada y al servicio del PSOE".
 

Curiosamente, Antón Saavedra fue convocado a la convención de delegados de UGT 19 años después de darse de baja. Ante lo cual, preguntó: 
"¿qué clase de controles se llevan en la afiliación y delegados sindicales, salvo el de la mentira permanente para inflar los censos según interese en cada momento?" 

## Diputado en la Junta General del Principado de Asturias
Fiel a sus ideas socialistas, tras abandonar el PSOE, se afilió al PSOE-Histórico, ya renombrado en aquel entonces como Partido de Acción Socialista (PASOC). Como tal, formó parte de Izquierda Unida, coalición en la que el PASOC estaba incluido. Fue elegido diputado en la Junta General del Principado de Asturias, en 1995. Sus intervenciones parlamentarias se caracterizaron por una feroz crítica hacia los casos de corrupción del PSOE y la UGT, así como por la defensa de las diferentes luchas obreras abiertas en ese momento (Duro Felguera, Naval Gijón...). Sin embargo, la vehemencia de sus ataques hacia el PSOE, la UGT y, especialmente, a la figura de José Ángel Fernández Villa, al que seguía acusando de corrupto, provocaron un cisma entre él y el grupo parlamentario de IU, liderado por Gaspar Llamazares, provocando la marcha de Saavedra de IU, quedando como diputado en el grupo mixto.

## Actividades posteriores y caso Villa
Tras abandonar la actividad política, Saavedrá escribió dos libros en los que explica como, a su juicio, el PSOE ha sido secuestrado por unas élites neoliberales, de inspiración franquista, para que dejase de ser un partido socialista y se convirtiese en uno de derechas. Estos libros son Secuestro del socialismo y El heredero de Suresnes. También ha escrito un libro sobre la corrupción del SOMA en tiempos de Villa: Villamocho: la corrupción del sindicalismo minero y, finalmente, sus propias memorias, tituladas Memorias de un sindicalista de Aller.
Tras años denunciando una enorme red de corrupción en el SOMA, alrededor de José Ángel Fernández Villa, sin obtener mucha credibilidad por parte del PSOE, la UGT, ni IU (teniendo que abandonar los tres) en octubre de 2014, Villa es investigado por la Fiscalía bajo sospecha de haber defraudado 1,4 millones de euros. Villa es expulsado del PSOE y el SOMA y, finalmente, condenado a 3 años de cárcel. Durante este proceso, Antón Saavedra fue llamado a declarar, tanto en el tribunal que juzgaba el caso Villa, como en la comisión parlamentaria de la Junta General. Además, fue entrevistado por diversos medios, como el programa Espejo Público de Antena 3, por haber estado décadas denunciando la corrupción asociada a Fernández Villa.

Sin embargo, Saavedra no se siente contento porque "por fin le den la razón", ya que, según declaraciones al diario público, él lo que quería era salvar la minería, algo que no logró.
“Y a mí de qué me sirve tener razón si el único objetivo era salvar la minería. Esa fue la realidad.”